# Сершю
32°58′37″ пн. ш. 98°06′01″ сх. д. / 32.97695° пн. ш. 98.10019° сх. д.
Сершю (також Шицюй, від кит. 石渠县, пін. Shíqú Xiàn, трансліт. Sêrxü) — один із повітів КНР у складі Гарцзе-Тибетської автономної префектури, провінція Сичуань. Адміністративний центр — містечко Ніся.

## Географія
Сершю розташовується на півночі префектури у горах Гендуаншань, лежить на річці Ялунцзян.

### Клімат
Повіт знаходиться у зоні так званої «гірської тундри», котра характеризується кліматом арктичних пустель. Найтепліший місяць — липень із середньою температурою 9 °C. Найхолодніший місяць — січень, із середньою температурою -11,7 °С.
| Клімат повіту Сершю     | Клімат повіту Сершю | Клімат повіту Сершю | Клімат повіту Сершю | Клімат повіту Сершю | Клімат повіту Сершю | Клімат повіту Сершю | Клімат повіту Сершю | Клімат повіту Сершю | Клімат повіту Сершю | Клімат повіту Сершю | Клімат повіту Сершю | Клімат повіту Сершю | Клімат повіту Сершю |
| Показник                | Січ.                | Лют.                | Бер.                | Квіт.               | Трав.               | Черв.               | Лип.                | Серп.               | Вер.                | Жовт.               | Лист.               | Груд.               | Рік                 |
| Середній максимум, °C   | −2,5                | −0,5                | 3,1                 | 6,8                 | 10,6                | 13,7                | 15,6                | 15,2                | 12,7                | 7,3                 | 1,8                 | −1,5                | 6,9                 |
| Середня температура, °C | −11,7               | −8,8                | −4,5                | −0,4                | 3,5                 | 7,1                 | 9                   | 8,1                 | 5,3                 | −0,3                | −7,1                | −11,2               | −0,9                |
| Середній мінімум, °C    | −20                 | −16,7               | −11,2               | −6,3                | −2,3                | 1,9                 | 3,4                 | 2,2                 | −0,1                | −5,8                | −14,3               | −19,7               | −7,4                |
| Норма опадів, мм        | 6.5                 | 9.3                 | 14.2                | 25.1                | 58.0                | 107.0               | 114.4               | 92.5                | 86.2                | 42.1                | 6.2                 | 3.7                 | 565.2               |
| Вологість повітря, %    | 45                  | 45                  | 48                  | 54                  | 63                  | 69                  | 70                  | 71                  | 72                  | 67                  | 54                  | 46                  | 58.7                |
| ----------------------- | ------------------- | ------------------- | ------------------- | ------------------- | ------------------- | ------------------- | ------------------- | ------------------- | ------------------- | ------------------- | ------------------- | ------------------- | ------------------- |
| Джерело: data.cma.cn    |                     |                     |                     |                     |                     |                     |                     |                     |                     |                     |                     |                     |                     |